# Мака (сатрапія)

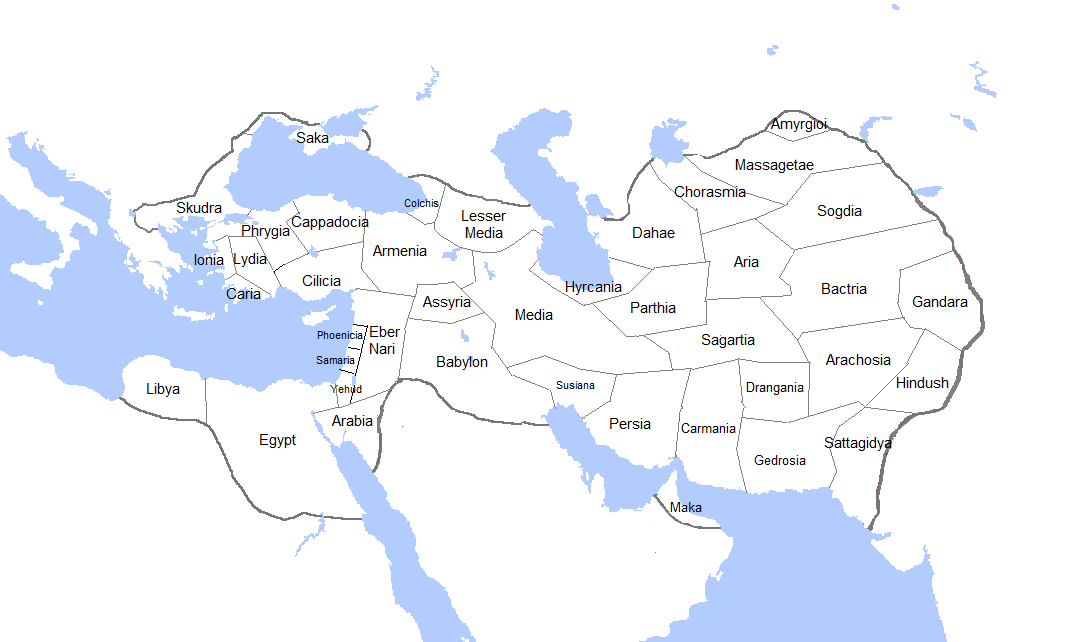
Мапа Ахеменідських сатрапій

Мака (давньоперс. 𐎶𐎣) — провінція (сатрапія) Перської імперії Ахеменідів. Пізніше — сатрапія імперій Арсакидів і Сасанідів.
Територія сатрапії, що лежала в Південно-Східній Аравії, охоплює сучасні Бахрейн, Катар, ОАЕ та північну частину Оману. Судячи з Бегістунських написів, Мака була частиною Перської імперії ще до правління Дарія Великого (522—486 рр. до н. е.), що означає, що вона була завойована за часів Кіра Великого близько 542 р. до н. е. Про Кіра відомо, що він керував походами на південне узбережжя Перської затоки і що він зазнав військових втрат при переході через пустелю Гедрозія.
Мака мала статус сатрапії аж до часів завоювання Олександра Македонського, коли вона стала незалежною країною. Згідно з Геродотом, в епоху Ахеменідів Мака належала до тієї ж податкової зони, що й Сагартія.